# Staré Hradiště
Staré Hradiště är en ort i Tjeckien.   Den ligger i regionen Pardubice, i den centrala delen av landet, 100 km öster om huvudstaden Prag. Staré Hradiště ligger 219 meter över havet och antalet invånare är 1 219.
Terrängen runt Staré Hradiště är mycket platt.Runt Staré Hradiště är det ganska tätbefolkat, med 172 invånare per kvadratkilometer. Närmaste större samhälle är Pardubice, 2,7 km söder om Staré Hradiště. Trakten runt Staré Hradiště består till största delen av jordbruksmark.